# 第五大道的阿特拉斯像

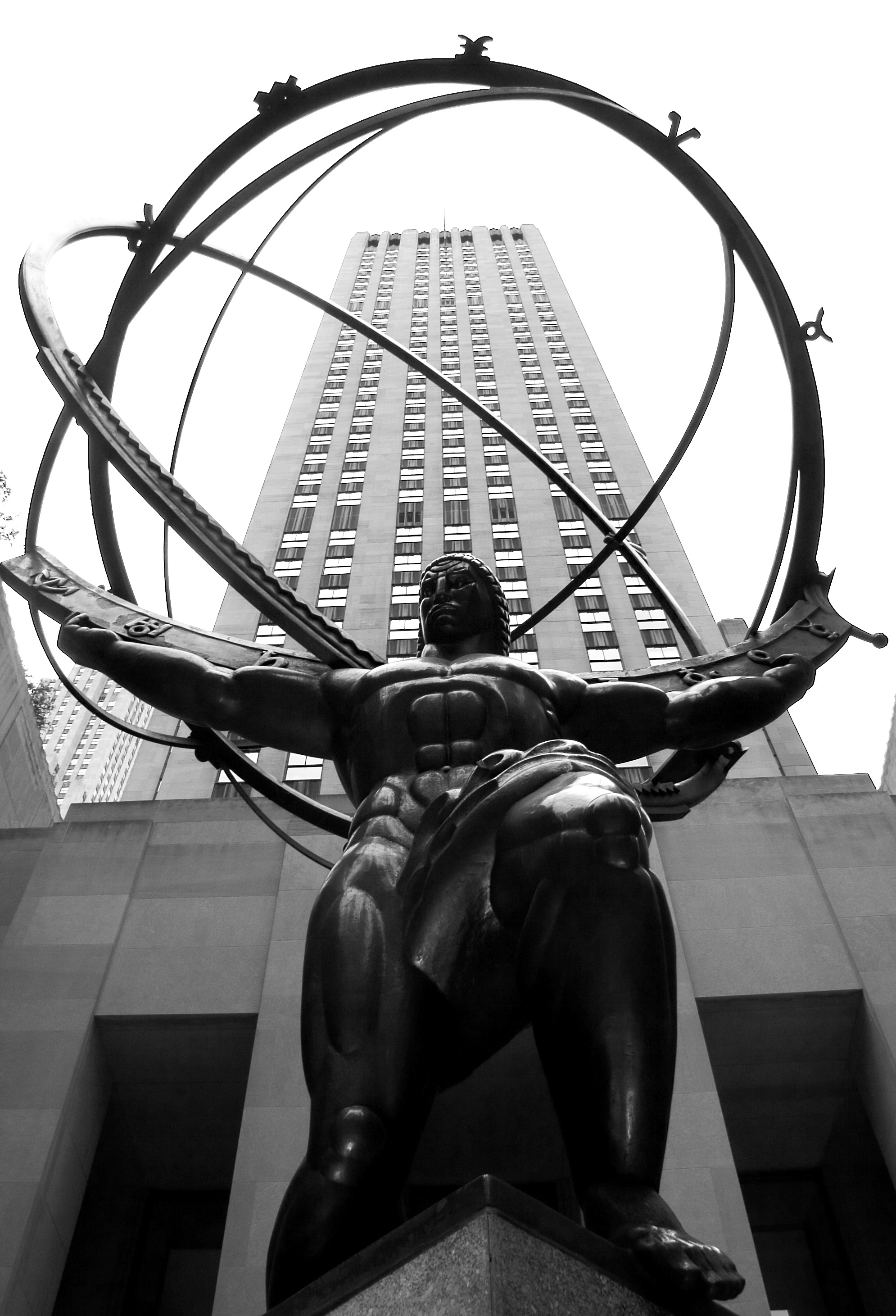
第五大道的阿特拉斯像

纽约阿特拉斯像或第五大道的阿特拉斯像是一座青铜雕像，位于美国纽约市曼哈顿中城洛克菲勒中心的庭院内，它与第五大道另一侧的圣帕特里克大教堂相对。该雕塑描绘了古希腊神话中的泰坦阿特拉斯肩负天穹的情景。
这尊雕塑采用了洛克菲勒中心的装饰艺术风格。雕塑中阿特拉斯的身高为15英尺(4.6米)，而整个雕像高45英尺(14米)。它重达14，000磅(6，400公斤)。由雕塑家李·劳里(Lee Lawrie)在勒内·保罗·尚贝兰(Rene Paul Chambellan)的帮助下创作，并于1937年安装。阿特拉斯是在位于皇后區科罗纳的罗马青铜工厂铸造的，该工厂是通用青铜公司的子公司。罗马青铜工厂长期以来一直是路易斯·蒂凡尼的蒂凡尼工作室的分包商，后者于1928年被通用青铜公司收购。在通用青铜公司的所有权下，罗马青铜工厂生产了一些最优秀的青铜艺术品，出自保罗·曼希普、勒内·尚贝兰和李·劳里等雕塑家之手。
阿特拉斯肩上的浑天仪的南北轴指向相对于纽约市的北极星位置。雕像站在一个小石基座上，雄伟的一条腿支撑着身体，基座的一角朝向第五大道。

## 延伸阅读
- 阿特拉斯
- 洛克菲勒中心